# Arcidiocesi di Alba Iulia

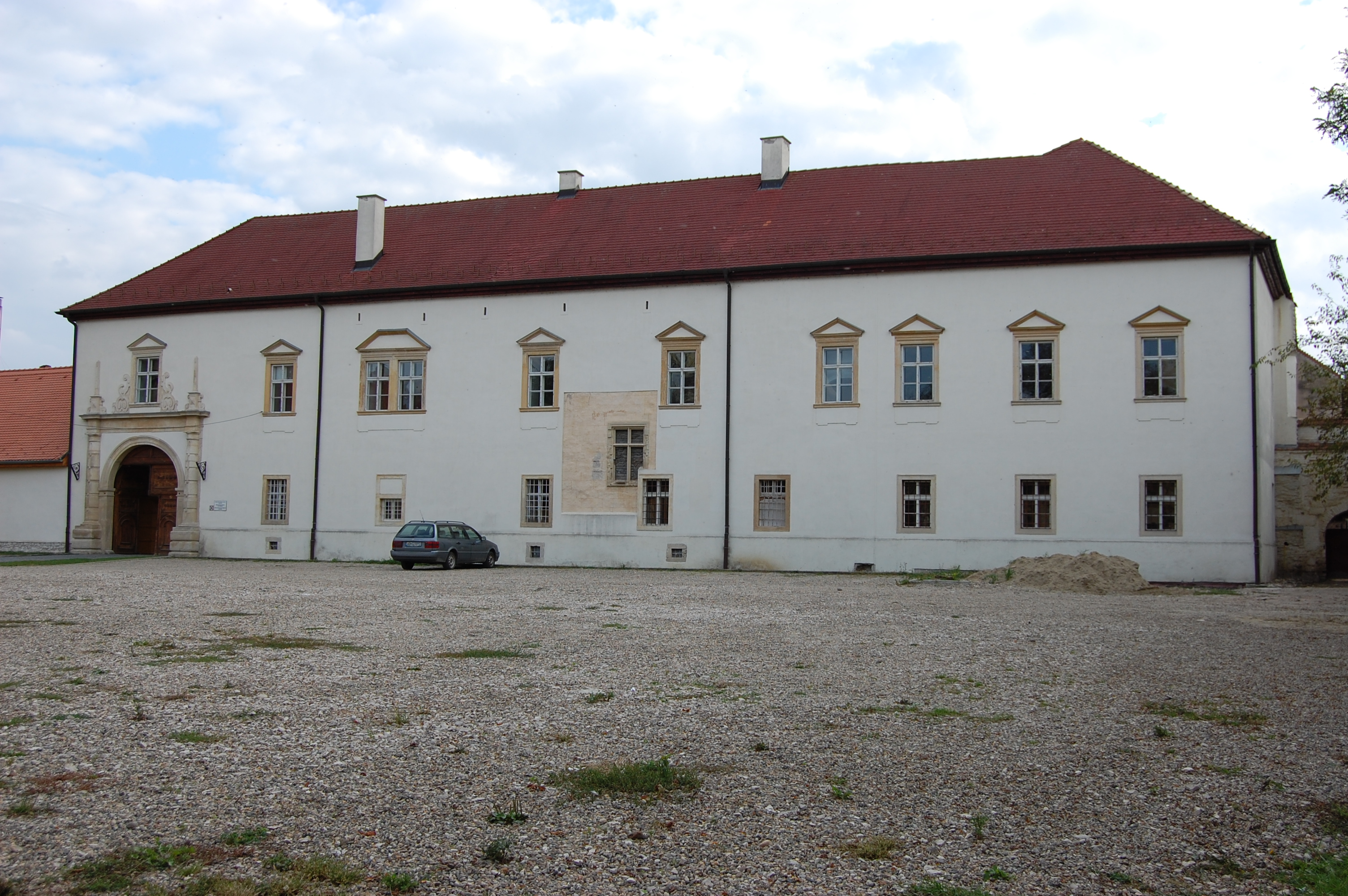
Il palazzo arcivescovile di Alba Iulia.

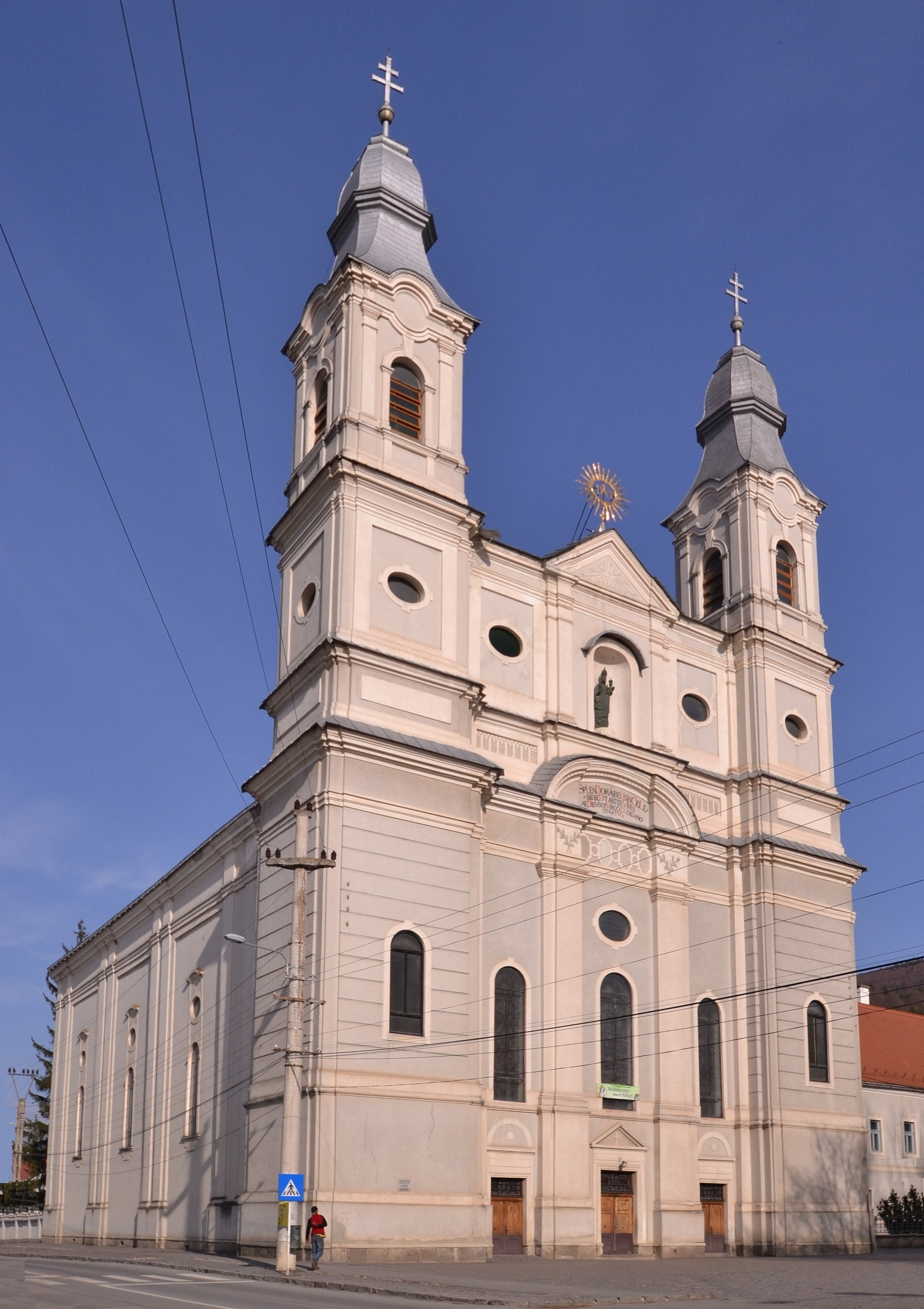
La basilica minore di Santa Maria di Şumuleu Ciuc.

L'arcidiocesi di Alba Iulia (in latino Archidioecesis Albae Iuliensis) è una sede della Chiesa cattolica in Romania immediatamente soggetta alla Santa Sede. Nel 2022 contava 347.986 battezzati su 3.514.425 abitanti. È retta dall'arcivescovo Gergely Kovács.

## Territorio
L'arcidiocesi comprende la storica regione della Transilvania.
Sede arcivescovile è la città di Alba Iulia, dove si trova la cattedrale di San Michele. A Şumuleu Ciuc sorge la basilica minore di Santa Maria.
Il territorio è suddiviso in 255 parrocchie.

## Storia
La diocesi di Transilvania (chiamata anche diocesi di Ardeal) fu eretta nel 1009.
In seguito all'invasione ottomana il vescovo Pál Bornemisza verso il 1560 fu privato de facto della diocesi.
In tutto il XVII secolo si succedono dei reggenti della diocesi, nominati dai principi di Transilvania, calvinisti, e non confermati dalla Santa Sede.
Con l'avvento degli Asburgo nel 1690 la diocesi di Transilvania fu ripristinata con sede ad Alba Iulia.
Il 5 giugno 1930, in seguito al concordato tra Santa Sede e governo rumeno, con la bolla Solemni Conventione di papa Pio XI, la diocesi fu sottratta alla giurisdizione metropolitica degli arcivescovi di Kalocsa e Bács, da cui fino ad allora era dipesa, e divenne suffraganea dell'arcidiocesi di Bucarest.
Il 22 marzo 1932 con il decreto Cum dioecesis Transilvaniensis della Sacra Congregazione Concistoriale assunse il nome di diocesi di Alba Iulia.
Durante il periodo comunista, dopo la seconda guerra mondiale, la diocesi subì molte prove tra cui la confisca di tutti i beni, l'incarcerazione del vescovo Márton e di molti dei suoi sacerdoti, il tentativo del Governo di nazionalizzare la diocesi, rendendola indipendente dalla Santa Sede.
Il 5 agosto 1991 è stata elevata al rango di arcidiocesi non metropolitana con la bolla Quod satis di papa Giovanni Paolo II e resa immediatamente soggetta alla Santa Sede.
Dal 1994 l'arcivescovo è anche amministratore apostolico dell'ordinariato di Romania per i fedeli di rito armeno.

## Cronotassi dei vescovi
Si omettono i periodi di sede vacante non superiori ai 2 anni o non storicamente accertati.
- Simon † (1106 - 1113)
- Villarius † (1113 - dopo il 1119)
- Felicián † (circa 1125 - 1127 nominato arcivescovo di Esztergom)
- Valter † (1133 - 1162)
- Vilcina † (prima del 1163 - dopo il 1174)
- Pál I † (menzionato nel 1181)
- Adorján † (1181 - 1202 deceduto)
- Péter I † (menzionato nel 1203)
- Vilmos † (prima del 1206 - dopo il 1221)
- Rainaldus † (3 giugno 1222 - 1241 deceduto)
- Artolfus † (1244 - settembre 1245 nominato vescovo di Győr)
- Gallus † (menzionato nel 1246)
- Smaragdus † (prima del 1255 - dopo il 1256)
- Pál II † (prima del 1259 - dopo il 1262)
- Péter Farkasi † (prima del 1272 - dopo il 1279)
- János † (menzionato nel 1281)
- Péter III † (1284 - 26 novembre 1307 deceduto)
- Benedek, O.P. † (24 luglio 1309 - circa 1319 deceduto)
- András † (1º luglio 1320 - 1356 deceduto)
- Domonkos † (27 febbraio 1357 - 1367 deceduto)
- Demeter Vaskúti † (28 giugno 1368 - 23 gennaio 1376 nominato vescovo di Zagabria)
- Gobelinus † (5 maggio 1376 - 1386)
- Imre Czudar † (28 maggio 1386 - 1389)
- Péter IV † (14 giugno 1389 - 1391)
- Demeter Hont-Pázmány † (22 dicembre 1391 - 3 aprile 1395 nominato vescovo di Veszprém)
- Maternus † (3 aprile 1395 - 28 novembre 1399 deceduto)
- Miklós † (7 aprile 1400 - 1401 deceduto)
- István de Upor † (16 agosto 1401 - 1402 nominato vescovo di Sirmio)
- János Jacobi † (10 febbraio 1402 - ?)
- István de Upor † (19 gennaio 1403 - 1419 deceduto) (per la seconda volta)
- György Pálóczi † (31 luglio 1419 - 10 novembre 1423 nominato arcivescovo di Esztergom)
- Balázs † (4 febbraio 1424 - circa 1426 deceduto)
- György Lépes † (24 settembre 1427 - 18 marzo 1442 deceduto)
- István † (prima del 1443 - 1444)
- Matthias de Labischino † (27 febbraio 1445 - 8 luglio 1449 nominato arcivescovo di Kalocsa)
- Péter Agmándi † (28 luglio 1449 - ?)
- Miklós Bodo de Gyewrgy † (1453 - 1461 deceduto)
- Mikuláš Zapolya † (26 aprile 1462 - ? deceduto)
- Gabriele Rangone, O.F.M. † (16 dicembre 1472 - 24 aprile 1475 nominato vescovo di Eger)
- László Geréb † (25 settembre 1476 - 14 febbraio 1502 nominato arcivescovo di Kalocsa)
- Domonkos Kálmáncsehi † (14 febbraio 1502 - 1503 deceduto)
- Mikuláš de Bačka † (21 giugno 1503 - 15 novembre 1504 nominato vescovo di Csanád)
- Zsigmond Thurzó † (15 novembre 1504 - 19 dicembre 1505 nominato vescovo di Gran Varadino)
  - Jean de Foix † (30 marzo 1506 - 13 agosto 1515 dimesso) (amministratore apostolico)
- Ferenc Várday † (13 agosto 1515 - ? deceduto)
- Petrus de Porta † (8 agosto 1520 - ?)
- János Gosztony † (1525 - novembre 1527 deceduto)
- Giovanni Statilio † (30 maggio 1539 - ? deceduto)
- Pál Bornemisza † (3 agosto 1554 - 14 dicembre 1579 deceduto)
  - Sede vacante (1579-1600)
- Demeter Napragyj † (7 gennaio 1600 -  circa 1607)
  - Sede vacante (1607-1697)
- András Illyes † (14 gennaio 1697 - 20 settembre 1712 deceduto)
- György Mártonffi † (20 agosto 1714 - 5 settembre 1721 deceduto)
  - Sede vacante (1721-1724)
- János Antalffi † (20 dicembre 1724 - 10 giugno 1728 deceduto)
- Gregor Sorger † (7 settembre 1729 - 16 settembre 1739 deceduto)
  - Sede vacante (1739-1742)
- František Xaver Klobušický † (24 settembre 1742 - 2 dicembre 1748 nominato vescovo di Zagabria)
- Zsigmond Antal Sztojka de Sala et Kricsfalva † (1º dicembre 1749 - 4 luglio 1759 dimesso)
- József Batthyány † (13 luglio 1759 - 15 dicembre 1760 nominato arcivescovo di Kalocsa)
- József Antal Bajtay, Sch.P. † (6 aprile 1761 - 3 ottobre 1772 dimesso)
- Piusz Manzador, B. † (15 marzo 1773 - 15 gennaio 1774 deceduto)
- László Kollonitz † (24 aprile 1775 - 25 giugno 1781 nominato vescovo di Gran Varadino)
- Ignác Batthyány † (25 giugno 1781 - 17 novembre 1798 deceduto)
- József Mártonffi † (2 aprile 1800 - 3 marzo 1815 deceduto)
- Alexander Rudnay Divékújfalusi † (8 marzo 1816 - 17 dicembre 1819 nominato arcivescovo di Esztergom)
- Ignác Szepesy de Négyes † (21 febbraio 1820 - 28 gennaio 1828 nominato vescovo di Pécs)
- Miklós Kovats de Csil-Tusnad † (28 gennaio 1828 - 15 ottobre 1852 deceduto)
- Lajos Haynald † (15 ottobre 1852 succeduto - 12 settembre 1864 dimesso[1])
- Mihály Fogarassy † (27 marzo 1865 - 23 maggio 1882 deceduto)
- Ferenc Lönhart † (3 luglio 1882 - 8 giugno 1897 deceduto)
- Gusztáv Károly Majláth † (1º luglio 1897 succeduto - 18 maggio 1938 dimesso[2])
- Adolfo Vorbuchner † (18 maggio 1938 succeduto - 10 settembre 1938 deceduto)
- Áron Márton † (24 dicembre 1938 - 2 aprile 1980 ritirato)
- Antal Jakab † (2 aprile 1980 succeduto - 14 marzo 1990 ritirato)
- Lajos Bálint † (14 marzo 1990 - 29 novembre 1993 dimesso)
- György-Miklós Jakubínyi (8 aprile 1994 - 24 dicembre 2019 dimesso)
- Gergely Kovács, dal 24 dicembre 2019

## Statistiche
L'arcidiocesi nel 2022 su una popolazione di 3.514.425 persone contava 347.986 battezzati, corrispondenti al 9,9% del totale.
| anno | popolazione | popolazione | popolazione | presbiteri | presbiteri | presbiteri | presbiteri                | diaconi | religiosi | religiosi | parrocchie |
| anno | battezzati  | totale      | %           | numero     | secolari   | regolari   | battezzati per presbitero | diaconi | uomini    | donne     | parrocchie |
| ---- | ----------- | ----------- | ----------- | ---------- | ---------- | ---------- | ------------------------- | ------- | --------- | --------- | ---------- |
| 1949 | 392.000     | 3.200.000   | 12,3        | 407        | 320        | 87         | 963                       |         | 142       | 456       | 266        |
| 1969 | 298.000     | 2.800.000   | 10,6        | 356        | 320        | 36         | 837                       |         | 60        |           | 225        |
| 1970 | 455.000     | 3.803.616   | 12,0        | 318        | 260        | 58         | 1.430                     |         | 76        | 19        | 253        |
| 1990 | 542.164     | 3.934.278   | 13,8        | 364        | 341        | 23         | 1.489                     |         | 34        | 106       | 289        |
| 2000 | 491.763     | 4.307.395   | 11,4        | 313        | 280        | 33         | 1.571                     |         | 42        | 98        | 257        |
| 2001 | 491.763     | 4.307.395   | 11,4        | 319        | 286        | 33         | 1.541                     |         | 46        | 106       | 208        |
| 2002 | 491.763     | 4.307.395   | 11,4        | 310        | 282        | 28         | 1.586                     |         | 42        | 111       | 257        |
| 2003 | 441.449     | 4.024.454   | 11,0        | 314        | 284        | 30         | 1.405                     |         | 43        | 103       | 257        |
| 2004 | 441.449     | 4.024.454   | 11,0        | 325        | 296        | 29         | 1.358                     |         | 42        | 106       | 277        |
| 2006 | 441.449     | 4.024.454   | 11,0        | 332        | 302        | 30         | 1.329                     |         | 47        | 99        | 277        |
| 2012 | 440.700     | 4.017.600   | 11,0        | 344        | 307        | 37         | 1.281                     |         | 65        | 84        | 256        |
| 2015 | 397.778     | 4.017.256   | 9,9         | 341        | 303        | 38         | 1.166                     |         | 59        | 70        | 253        |
| 2018 | 355.500     | 3.590.500   | 9,9         | 332        | 299        | 33         | 1.070                     |         | 51        | 81        | 253        |
| 2020 | 352.160     | 3.556.790   | 9,9         | 330        | 300        | 30         | 1.067                     |         | 44        | 65        | 254        |
| 2022 | 347.986     | 3.514.425   | 9,9         | 329        | 297        | 32         | 1.057                     |         | 44        | 61        | 255        |